# Tiazepine
Le tiazepine sono composti organici eterociclici di formula C5H5NS, formati da tiepine in cui un azoto sostituisce un carbonio. A seconda della posizione dell'azoto si distinguono 1,3-tiazepina e 1,4-tiazepina.

## Composti derivati
Le benzotiazepine sono una classe di farmaci calcio-antagonisti la cui struttura chimica è composta dalla fusione di un anello benzenico legato all'anello tiazepinico. Un esempio è il diltiazem, che possiede azione cronotropa e batmotropa negative.
Le dibenzotiazepine invece, una classe di antipsicotici atipici, sono costituite da due anelli benzenici fusi con quello tiazepinico.